# خوان إنريكي باريوس رودريغيز
خوان إنريكي باريوس رودريغيز (بالإسبانية: Juan Enrique Barrios Rodríguez)‏ هو سياسي مكسيكي، ولد في 31 يوليو 1973 في ولاية نويفو ليون في المكسيك. حزبياً، نشط في حزب العمل الوطني. وقد انتخب عضو مجلس النواب المكسيك.